# Декрет о земљи
Декрет о земљи (рус:Декре́т о земле́ ) усвојен је на Другом конгресу радничких и сељачких депутаната, 8. новембра (26. октобра по старом календару) 1917. године. Аутор Декрета о земљи је Владимир Лењин. 

## Политичке последице
Декрет о земљи послужио је за то да бољшевици добију велику подршку међу сељацима, као и да наведе сељаке да оду са фронта када су чули да бољшевици деле земљу.
Спољашње последице су биле те да доделом земље сељацима, комунисти стекну популарност широм света. Лењинов план је био да Декрет о земљи, искористи као подстрек за светску револуцију.